# Trentepohlia (Mongoma) tarsalis
Trentepohlia (Mongoma) tarsalis is een tweevleugelige uit de familie steltmuggen (Limoniidae). De soort komt voor in het Australaziatisch gebied.